# 田滋
田滋，字荣甫，元朝开封人。
至元二年（1265年）由汴梁路总管府知事，入朝为御史台掾。至元十二年（1275年），拜监察御史。建议灭宋后设立行御史台。历任两淮盐运使、河南路总管。大德二年（1298年）升任为浙西廉访使。善决狱，以神明著称。大德十年（1306年），改为济南路总管，再升任为陕西行省参知政事。病故。追封开封郡公，谥庄肃。